# Абердин (Саскачеван)
Абердин (енгл. Aberdeen) је варошица у централном делу канадске провинције Саскачеван. Налази се на око 40 км северозападно од највећег града у провинцији Саскатуна. Кроз насеље пролази провинцијски магистрални друм 785, а протиче и речица Фиш Крик (притока Јужног Саскачевана).
Насеље је основано током последње деценије 19. века. Године 1905. кроз насеље је прошла и железница. Привреда насеља од најранијих времена је почивала на земљорадњи и сточарству, па је тако 1908. из града извезено чак 120 железничких композиција натоварених пшеницом са околних поља. Већина популације данас на посао одлази у Саскатун.

## Демографија
Према резултатима пописа становништва из 2011. у варошици је живело 599 становника у укупно 227 домаћинстава, што је за 13,7% више у односу на 527 житеља колико је регистровано приликом пописа 2006. године.
| 2001. | 2006. | 2011. | 2016. |
| ----- | ----- | ----- | ----- |
| 534   | 527   | 599   | 622   |